# Ouro de Tolo
Ouro de Tolo é um compacto do cantor e compositor Raul Seixas, lançado em maio de 1973 pela gravadora Philips Records e presente no álbum Krig-ha, Bandolo!. Em 2009, foi escolhida pela revista Rolling Stone Brasil a 16ª entre as 100 maiores músicas brasileiras.

## Faixas
| Ouro de Tolo   |                         |                            |         |  |
| N.º            | Título                  | Compositor(es)             | Duração |  |
| 1.             | "Ouro de Tolo"          | Raul Seixas                | 2:51    |  |
| 2.             | "A Hora do Trem Passar" | Raul Seixas / Paulo Coelho | 1:51    |  |
| Duração total: | Duração total:          | Duração total:             | 4:42    |  |

## Contexto e análise
O nome faz uma alusão a sua utilização durante a Idade Média quando falsos alquimistas prometiam realmente transformar chumbo em ouro, quando a linguagem da alquimia era, na verdade, metafórica ou simbólica, referindo-se à transformação espiritual do homem de um estado "pesado", o chumbo, para outro de elevação, o ouro. Assim, transpondo para os próprios ideais e aspirações de Raul Seixas na época, percebe-se que ele indica que o verdadeiro ouro estava no despertar da consciência individual, visando à construção da Sociedade Alternativa, e não no discurso ufanista e triunfalista da ditadura militar da época. Logo, o disco voador ao final da letra seria uma referência a essa nova sociedade a ser construída.

## Lançamento e promoção
Em 7 de junho de 1973, de acordo com uma estratégia de marketing proposta por Paulo Coelho, Raul Seixas convocou a imprensa para registrar sua aparição na Avenida Rio Branco, onde cantou a música Ouro de Tolo. A cena foi exibida no horário nobre da TV, no Jornal Nacional. A canção era um ataque ao conformismo do país a respeito das ilusórias vantagens oferecidas pela ditadura. O evento catapultou as vendas do compacto, tornando-se sucesso instantâneo e preparando o lançamento do seu primeiro LP solo, Krig-ha, Bandolo!, em 21 de julho de 1973.